# Herb gminy Zgorzelec
Herb gminy Zgorzelec – jeden z symboli gminy Zgorzelec, autorstwa Wojciecha Tutaka, ustanowiony 29 maja 2015.

## Wygląd i symbolika
Herb przedstawia na tarczy w polu błękitnym złoty gród łużycki o konstrukcji drewniano-ziemnej o trzech blankach z otwartą bramą. Nad warownią - złoty grot włóczni św. Maurycego w pas.